# Jiří Tlustý
Jiří Tlustý (5. ledna 1921 Praha – 20. října 2002 Gainesville, Florida) byl český inženýr a vědec v oblasti strojařského výzkumu, který působil v USA.

## Stručný životopis
Jiří Tlustý emigroval v roce 1971 do Kanady a v roce 1980 do USA.
Přispěl značně k přesnosti, rychlosti a výkonnosti obráběcích strojů, a tím všech výrobních odvětví, neboť na výrobě dalších výrobních strojů se podílejí i obráběcí stroje. Jeho první zásadní prací byla revoluční „Teorie samobuzených kmitů u obráběcího stroje“, kterou vypracoval ve svých 30-33 letech. To, že od té doby neztratil vedoucí úlohu v tomto oboru, se projevilo hmatatelně např. v tom, že v r. 1995 vyvinul nejpřesnější obráběcí stroj na světě obrábějící s přesností 1 milióntiny cm (čili 1 stotisíciny mm). Ve svých 80 letech v r. 2001 pracoval ještě na „5 úvazků“: jako univerzitní profesor na University of Florida, ředitel Centra pro výzkum obráběcích strojů, prezident své firmy MLI, spisovatel a předseda konference NAMRC.

## Citáty z monografie
1. „Profesor Tlustý je považován za celosvětově proslulou legendu ve výzkumu a vývoji obráběcích strojů … k němuž přispěl více, než kdokoli jiný v minulém století“, „Je to nejenergičtější a nejinovativnější inženýr, jakého jsem potkal během celého života, . aplikuje své legendární inženýrské dovednosti a metody“ (Prof. Y. Altintas, U. of Br. Col., CA, ASME f., Active CIRP Member);
2. „Je to génius jako inovátor a vývojář“ (Prof J.Peters, Katholieke Universiteit Leuven, Belgium);
3. „Je to nejznalejší osoba na zemi ve své profesi“, „nejinteligentnější člověk, jakého jsem v životě potkal“ (Prof. E.A. Orady, Ph.D., Coordinator of Manuf. Eng. Program, U. of Michigan, AMSE President);
4. „Nikdy jsem neviděl podobný talent“ (Trevor Jones, P.E., Chief Technical Officer, CRS Robotics Corp.);
5. „Ikona pro každého inženýra“ (Dr. Wieslaw Zaton),
6. „Je visionář s opravdu význačným vlivem na celý průmysl obráběcích strojů“ (Prof. Scott Smith, M.S., U. of N. Carolina, US CIRP Corresponding Member, ASME & NAMRI Member);
7. „jsem stále ohromován hloubkou a šíří jeho znalostí …Je to bez pochyby nejlepší inženýr, jakého jsem kdy poznal“, „sledoval jsem ohromeně jak přicházel přednášet jen s kusem křídy a řešil komplikované derivace a složité problémy bez jakýchkoli poznámek a pomůcek“ (Prof. John Ziegert, Ph.D., Machine Tool Research Center, University of Florida) [1],[2]

## Ocenění
- 2003: v USA uděleno 12 cen „SME Jiri Tlusty Outstanding Young Manufacturing Engineer Award“, což je možná ještě větší ocenění, než když dostával ceny on sám;
- 1999: Udělení ASPE Lifetime Achievement Award za celoživotní práci
- 1997: Udělení ASME W.T.Ennor Manufacturing Technology Award
- 1990: Udělení ASME Blackall Award
- 1980: Udělení ASME Centennial Medallion
- 1979: Udělení SME Gold Medal
- 1968: 11.1. VRČVUT: DrSc. za „Statická a dynamická tuhost rámu obráběcích strojů, kritéria a metody“
- 1958: 14.11. Udělen VR SF ČVUT titul CSc. za práci „Samobuzené kmity v obráběcích strojích“
- 1954: Udělení státní ceny za „vypracování obecné teorie vzniku samobuzených kmitů, vyskytujících se při obrábění na strojích“ (s RNDr. Ladislavem Špačkem a Ing. Milošem Poláčkem)

## Publikace
Dvě nejdůležitější knihy:
- Manufacturing Processes and Equipment, Prentice Hall 8/1999, ISBN 978-0-201-49865-3
- Machine Tool Structures, Prentice Hall 1/1969, ISBN 0-08-013405-X

Články: Publications - Jiri Tlusty